# Список футбольных клубов Кыргызстана

## Киргизская премьер-лига
- Абдиш-Ата
- ФК Абдиш-Ата-91
- Ак-Бура
- Алга-Чуй
- ФК Ак-Жол
- ФК Ала-Тоо
- ФК Аламудун
- ФК Алай
- ФК Алдиер
- Алга Бишкек
- ФК Алга-2 Бишкек
- ФК Ата-Спор
- ФК Базар-Коргон-Бабур
- ФК Динамо Ала-Бука
- ФК Динамо Кант
- ФК Динамо-Манас-СКИФ Бишкек
- ФК Динамо МВД
- ФК Динамо Ош
- ФК Дордой
- ФК Дордой-Плаза
- ФК Кара-Шоро
- ФК Джалал-Абад
- ФК Эколог Бишкек
- ФК Энергетик Каракёль
- ФК «Инструментальщик Бишкек»
- ФК Ысык-Кол
- ФК Кант-77
- ФК Кант-Ойл
- ФК Келечек Ош
- ФК Кара-Балта
- ФК Химик Сузак
- Джалал-Абад
- ФК Семетей
- ФК Курбанов-100
- ФК Мурас-Спорт
- ФК Нефтчи Кочкор-Ата
- ФК Ноокат
- Олимпия-85
- ФК Биримдик
- ФК Пиво Беловодское
- ФК Полёт Бишкек
- ФК Ротор Бишкек
- ФК Гвардия Бишкек
- ФК Шахтер Кызыл-Кия
- ФК Шахтер Ташкёмюр
- ФК Шер
- ФК Шоро
- ФК СКА-Алай Ош
- ФК Светотехника Майли-Су
- Сборная Кыргызстана до 17 лет
- Сборная Кыргызстана (до 20 лет)
- ФК Учкун Кара-Суу
- ФК Жаштык-Ак-Алтын

## Вторая лига Кыргызстана по футболу
- ФК «Наше пиво»